# László Székely
László Székely (Budapeste, 1910 — Robecco Pavese, 27 de novembro de 1969), foi um treinador e ex-futebolista húngaro, que atuava como meia.

## Carreira

### Como treinador
Ex-meia, Székely treinou por várias temporadas o turco Fenerbahçe, vencendo o Campeonato Turco na temporada 1960–61. Em 1950, comandou a Seleção de Israel e, em 1957, a Seleção da Turquia.[carece de fontes?]
Também esteve trabalhando no Brasil durante três anos. Nessa oportunidade, treinou Juventus-SP e Fluminense (no período de 19/09/1955 a não se sabe exatamente quando, como "preparador de campo"). Depois, retornou à terras brasileiras, dessa vez comandando o Grêmio, em 1954, sendo, inclusive, o responsável por comandar a equipe na partida inaugural do Estádio Olímpico Monumental, na qual o Imortal derrotou o Nacional por 2–0.
Na Itália, treinou diversas equipes, entre as quais estão: Hellas Verona, Venezia, Palermo e Lecce.

## Títulos

### Como treinador
Fenerbahçe
- Campeonato Turco: 1960–61

## Morte
Em 27 de novembro de 1969, morreu devido a um acidente com seu carro enquanto andava na autoestrada Voghera–Piacenza, na altura da cidade de italiana de Robecco Pavese. Ainda com 59 anos, deixou a esposa e dois filhos.